# PC12 Attertfietsroute
De PC12 Attert-Radweg ("Attertfietsroute" of PC12 de l'Attert) is een langeafstandsfietsroute (Piste Cycable) van het Luxemburgse nationale fietsroutenetwerk in Luxemburg. De route volgt de loop van de Attert vanaf de monding in de Alzette bij Colmar-Berg tot Pétange in de buurt van de grens met België. Het traject is bewegwijzerd in twee richtingen. 

## Traject
De route volgt de loop van de Attert vanaf Colmar-Berg waar kan worden aangesloten op de PC15 Alzette-Radweg. 
In Noerdange sluit de route aan op de PC17 Westen-Radweg en tussen Noerdange en Kahler loopt de EuroVelo EV5 Via Romea Francigena parallel mee. In Kahler kan worden aangesloten op de PC13 Nicolas Franz. In eindpunt Pétange kan worden aangesloten op de PC6 Drei Länder-Radweg.

## Aansluitingen met Europese routes
- Tussen Noerdange en Kahler loopt de route parallel met de EuroVelo EV5 Via Romea Francigena.

## Aansluitingen met andere routes
- In Colmar-Berg kan worden aangesloten op de PC15 Alzette-Radweg.
- In Noerdange kan worden aangesloten op de PC17 Westen-Radweg.
- In Pétange kan worden aangesloten op de PC6 Drei Länder-Radweg.
- Door in Pétange de grens over te steken naar Athus in België kan gebruik worden gemaakt van het fietsroutenetwerk ter plaatse.